# Dnepropetrovska oblast
Dnepropetrovska oblast (ukrajinsko Дніпропетровська область – Dnipropetrovs'ka oblast', pogovorno tudi Dnipropetrovščina, Nadporožje ali Sičeslavščina) je oblast v osrednjem do jugovzhodnem delu Ukrajine. Njeno upravno središče je mesto Dnipro (do leta 2016 imenovano Dnepropetrovsk), pomembnejša mesta so še Krivi Rog, Kamjanske in Nikopol.
Na severu meji s Poltavsko in Harkovsko, na vzhodu z Donecko, na jugu z Zaporoško in Hersonsko, na jugozahodu z Mikolajivsko in na zahodu s Kirovogradsko oblastjo. Je druga največja ukrajinska oblast tako po površini (31.914 km², kar predstavlja 5,29 % ukrajinskega ozemlja) kot po prebivalstvu (3,14 milijona po podatkih iz leta 2021).
Po sprejetju niza zakonov o dekomunizaciji in preimenovanju Dnepropetrovska v Dnipro je Vrhovna rada februarja 2019 predlagala zakon, ki bi v Ustavi preimenoval Dnepropetrovsko v Sičeslavsko oblast (po zgodovinski državi Zaporoška Seč; drugo ime v igri je bilo Dniprovska oblast). Zakon je ukrajinsko ustavno sodišče aprila istega leta razglasilo za ustavnega, nato pa je postopek preimenovanja zastal, med drugim zaradi nestrinjanj o izboru imena, vmesnih predsedniških in parlamentarnih volitev ter pandemije covida-19.

## Upravne delitve
Pred reformo julija 2020 se je oblast delila na 22 rajonov in 13 mest oblastnega pomena, podrejenih neposredno oblastni vladi.
Od oktobra 2020 oblast vsebuje sedem rajonov:
| Rajon               | Upravno središče | Površina (km²) | Prebivalstvo (2021) | Št. gromad |
| ------------------- | ---------------- | -------------- | ------------------- | ---------- |
| Dniprovski rajon    | Dnipro           | 5605,7         | 1.159.302           | 17         |
| Kamjanski rajon     | Kamjanske        | 4821,2         | 430.066             | 12         |
| Krivoroški rajon    | Krivi Rog        | 5717,4         | 755.667             | 15         |
| Nikopolski rajon    | Nikopol          | 3240,4         | 255.505             | 8          |
| Samarski rajon      | Samar            | 3482,9         | 169.275             | 8          |
| Pavlogradski rajon  | Pavlograd        | 2420,9         | 169.509             | 7          |
| Sinelnikovski rajon | Sinelnikove      | 6616,6         | 202.711             | 19         |